# Дворец Фаворит (Раштатт)
Дворец Фаворит (нем. Schloss Favorite) — дворец в стиле барокко в городе Раштатт в немецкой федеральной земле Баден-Вюртемберг.
Был построен в 1710—1730 годах по проекту придворного архитектора Иоганна Михаэля Людвига Рорера (Johann Michael Ludwig Rohrer, 1683—1732) в качестве увеселительного дворца для вдовы баденского маркграфа Людвига Вильгельма Франциски Саксен-Лауэнбургской.
Дворец Фаворит в Раштатте считается первым немецким «фарфоровым дворцом», отдающим дань моде на (псевдо-)китайский стиль и возведённым для размещения богатейшей коллекции китайского фарфора и предметов с росписью по чёрному лаку.
Со всех сторон дворец окружает обширный парк, заложенный в соответствии со вкусом времени: симметрические аллеи и постриженные деревья, перемежаясь с фонтанами и оранжереями, определяли тогда облик дворцового ансамбля.
В 1718 году был заложен павильон Эрмитаж — небольшое строение, предназначенное для уединённых часов раздумий и чтения.
В последние десятилетия XVIII века под руководством паркового архитектора Иоганна Михаэля Швейкерта (Johann Michael Schweyckert) регулярный дворцовый парк был превращён в ландшафтный парк, характер которого, в целом, сохранился до наших дней.

## Современное использование
Дворец, находящийся под управлением «Государственных замков и парков Баден-Вюртемберга», используется как музей, и открыт для посещения.
Вход в дворцовый парк свободный.